# Думагете
Думагете — город на Филиппинах в провинции Восточный Негрос на острове Негрос, крупнейший город, главный порт и столица провинции. Численность населения — 102 265 жителей (2000 год). Жители города именуются думагетеньос. Сам город получил эпитет «Город добрых людей». Статус города (City) с 15 июня 1948 года.
Думагете — студенческий город, университетский центр. Сюда приезжают учиться молодые люди не только с острова Негрос, но и из соседних провинций, входящих в регионы Висайя и Минданао. В городе действует семь университетов. Наиболее известен из них Университет Силиман. Студенческого населения в городе — 30 000 человек.
Город привлекает также многих иностранных туристов, особенно из Европы. Сюда легко добраться с острова Себу. В бухте Баис есть удобно расположенные пляжи, где можно наблюдать китов и дельфинов.

## Города-побратимы
- Йондонг, Южная Корея
- Макати, Филиппины